# Marcel Proust e i segni
Marcel Proust e i segni è un libro scritto nel 1964 (con una seconda edizione aumentata nel 1970) dal filosofo francese Gilles Deleuze, pubblicato presso le Presses Universitaires de France.

## Contenuti
Nel testo, a metà tra opera filosofica e critica letteraria, l'autore ribalta di centottanta gradi le interpretazioni classiche del noto romanzo di Marcel Proust: Alla ricerca del tempo perduto. Solitamente considerata come un'opera incentrata sulla memoria e sul ricordo, la Recerche andrebbe letta come un testo il cui tema principale è l'indagine dei segni che popolano il mondo. In un certo senso, l'opera proustiana è quindi un romanzo sul futuro. Secondo Deleuze, infatti, a fianco alla linea interpretativa principale della Recherche ne scorre un'altra, che vede il protagonista non soltanto ossessionato dalla questione della memoria, quanto impegnato a tentare di decifrare il mondo attraverso i segni che le persone e gli oggetti, più o meno involontariamente, gli inviano. I segni del mondo non sono solo quelli del linguaggio, dei codici familiari, di classe, legati ad un ruolo o a dei rapporti, come l'amicizia o l'amore; ma anche segni involontari del corpo, segni impliciti nelle cose che ci trasportano in altre dimensioni e altri mondi (come i segni legati all'arte)  di cui i segni legati al ricordo e al passato (come le famose madeleine) non sono che un caso particolare tra gli altri.   
La Recherche delineata nel saggio deleuziano si rivela, così, come un romanzo di formazione, legato a una evoluzione personale (per questo si è detto che il futuro nel romanzo è importante quanto il passato). Un romanzo, pertanto, nel quale il protagonista è chiamato a un addestramento, a un percorso di apprendimento e di decodifica del mondo in favore del suo divenire uomo. Apprendere significa essenzialmente avere a che fare con i segni, che nella loro presenza-violenza ci costringono a cercare la verità, il senso perduto, ovvero va inteso come "ciò che dà da pensare". In particolare ciò è possibile nel momento in cui si incontrano un tipo particolare di segni, spesso veicolati dalle opere d'arte, che sono come "essenze sensibili" e possono essere descritti come "[...] reali senza essere attuali e ideali senza essere astratti", pertanto, come scrive Deleuze riferendosi a Bergson, tali segni si presentano come virtuali, distanti, interessanti in quanto non più "l'individualità né il particolare, bensì le leggi, le grandi distanze e le grandi generalità. Il telescopio, non il microscopio."
Il testo si segnala particolarmente significativo come abbozzo del pragmaticismo (o pragmatismo) che poi sarà certamente presente nel successivo pensiero di Deleuze anche attraverso i continui riferimenti alle teorie di Charles Sanders Peirce.
L'edizione italiana del testo, tradotto da Clara Lusignoli, è uscita una prima volta nella collana «La ricerca letteraria» di Einaudi nel 1967, poi riedita nella «PBE» (n. 465 e nuova serie n. 102) con le parti successive alla prima edizione tradotte da Daniela De Agostini (1986).